# Chemin Vert (Métro Paris)

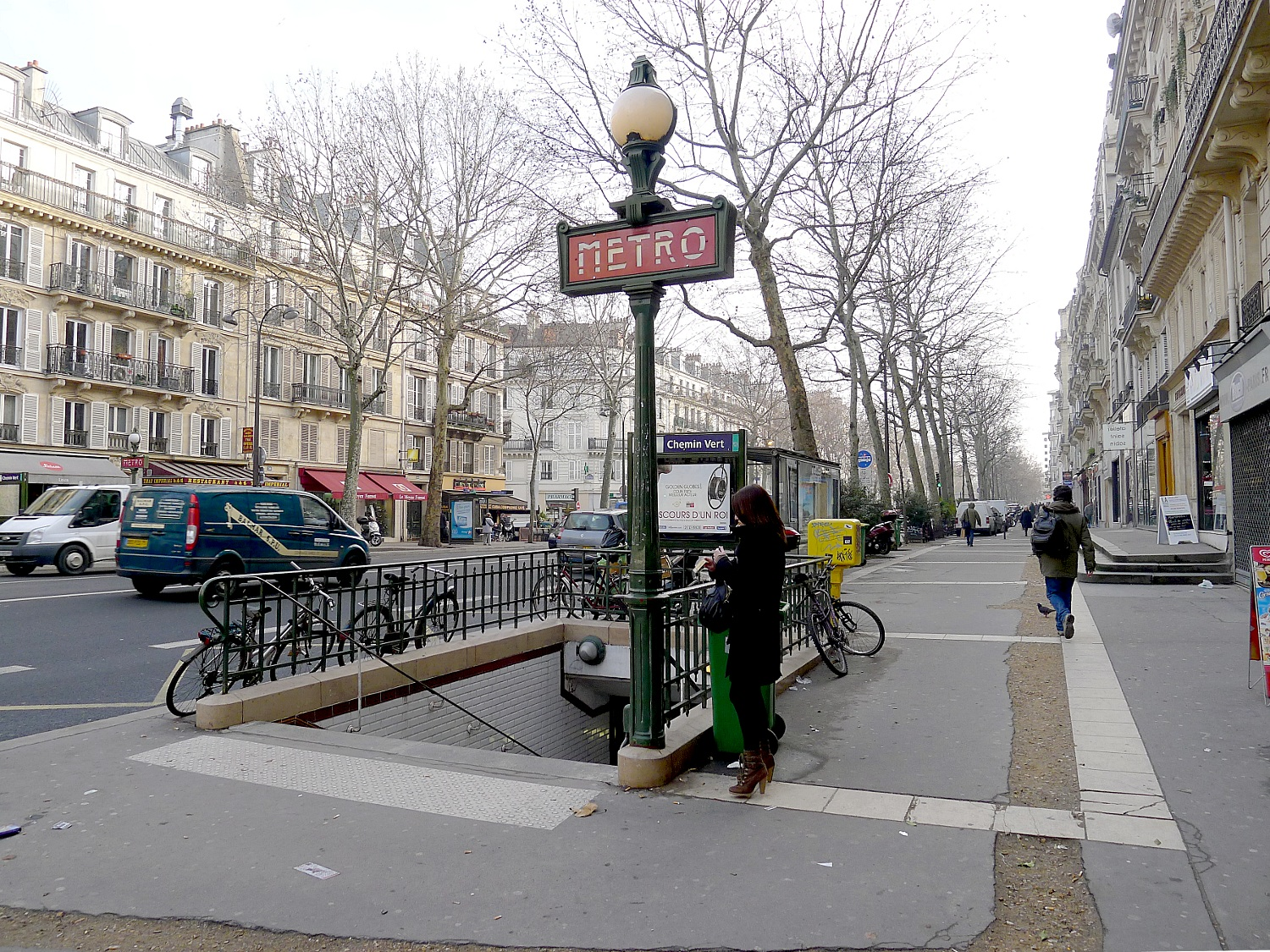
Zugang auf der Westseite des Boulevard Beaumarchais mit Art-déco-Kandelaber

Chemin Vert ist eine unterirdische Station der Linie 8 der Pariser Métro am östlichen Rand des Stadtteils Marais.

## Lage
Die Station befindet sich an der Grenze des Quartier des Archives im 3. Arrondissement mit dem Quartier Saint-Ambroise im 11. Arrondissement von Paris. Sie liegt längs unter dem Boulevard Beaumarchais zwischen der Rue Saint-Gilles und der Rue du Chemin Vert.

## Name
Namengebend ist die vom Boulevard Beaumarchais abgehende Rue du Chemin Vert. „Chemin vert“ (dt.: grüner Weg) bezeichnete einen seit 1650 existierenden Pfad, der sich zwischen den damals dort befindlichen Gemüsegärten hindurchschlängelte.

## Geschichte und Beschreibung
Die Station wurde am 5. Mai 1931 in Betrieb genommen, als zu Beginn der Kolonialausstellung im Bois de Vincennes der Abschnitt von Richelieu – Drouot bis Porte de Charenton der Linie 8 eröffnet wurde. Sie weist unter einem elliptischen, weiß gefliesten Deckengewölbe Seitenbahnsteige an zwei parallelen Streckengleisen auf und wurde mit einer Länge von 105 m errichtet, um Sieben-Wagen-Züge aufnehmen zu können. Die zwei Zugänge liegen beiderseits des Boulevard Beaumarchais in Höhe der einmündenden Rue Saint-Gilles. Sie sind durch je einen von Adolphe Dervaux im Stil des Art déco entworfenen Kandelaber markiert.

## Fahrzeuge
Während der Kolonialausstellung verkehrten an der Station Sieben-Wagen-Züge der Bauart Sprague-Thomson, später wurden die Zuglängen auf fünf Wagen verkürzt. Von 1975 an kamen MF-67-Züge auf die Linie 8, die ab 1980 durch die Baureihe MF 77 ersetzt wurden.

## Umgebung
- Der „königliche Platz“ Place des Vosges, er gilt als einer der schönsten Plätze der Stadt